# AGILE Behinderten-Selbsthilfe Schweiz
AGILE ist ein Verein mit Sitz in Bern. Der Dachverband ist eine Behinderten-Selbsthilfeorganisationen der Schweiz und ist schweizweit tätig.

## Geschichte
1951 gründeten acht Behinderten-Selbsthilfeorganisationen den Dachverband. Damals gab es noch keine Invalidenversicherung. Eines der ersten Ziele von AGILE war die Existenzsicherung von Menschen mit Behinderungen. Die Gründung der Invalidenversicherung (IV) im Jahr 1960 bedeutete einen Meilenstein. Das Ziel „Existenzsicherung“ verschwand damit aber nicht von der Aufgabenliste. Noch heute gehören Menschen mit Behinderungen in der Schweiz zu den am meisten von Armut Betroffenen.

## Grundsätze
Der Verein geht vom Normalisierungsprinzip aus. Auch Menschen mit Behinderungen wollen ihr Leben selbst bestimmen und gestalten. Sie sollen mitreden und mitbestimmen können, wenn es um ihre Belange geht. In Vorbereitungs- und Entscheidgremien müssen deshalb auch behinderte Menschen vertreten sein und mitbestimmen. Nur so besteht die Chance, dass sich die Gesellschaft weg von Diskriminierung und hin zu Integration in allen Lebensbereichen bewegt.
Zur Gruppe von Menschen mit Behinderungen zählt der Verein Körper- und Sinnesbehinderte ebenso wie Menschen mit psychischer oder geistiger Behinderung und Langzeitkranke. Eltern und nahe Angehörige sind ebenso betroffen. Die behinderungsübergreifende Zusammenarbeit ist AGILE besonders wichtig.

## Ziele und Aufgaben
Der Verein setzt sich für Gleichstellung und Selbstbestimmung behinderter Menschen in der Schweiz ein. Schwerpunkte sind dabei die materielle Sicherheit, Integration in Beruf und Gesellschaft, Zugänglichkeit von Bauten, Anlagen und Dienstleistungen. Im Bereich Bildung engagiert sich der Verband dafür, dass behinderte Menschen ihre Fähigkeiten und Kompetenzen ausbauen und in der Interessenvertretung einsetzen können.
Gegen innen fördert der Verein die Meinungsbildung, erarbeitet Positionen und Strategien. Gegen aussen pflegt der Verband Kontakte zu politischen Entscheidungsträgern, um auf behinderungsspezifische Anliegen aufmerksam zu machen und ihrer Umsetzung zum Durchbruch zu verhelfen.

## Aufbau und Organisation
Als Dachverband ist der Verein nach eigenen Angaben demokratisch organisiert, nimmt die Anliegen der etwa 40 Mitgliedorganisationen auf und vertritt sie im politischen Prozess. Strategisch führt der Vorstand den Verband. Er rekrutiert sich aus den Mitgliedorganisationen. Im Vorstand sind möglichst alle Sprachregionen und Behinderungsgruppen vertreten.
Die Geschäftsstelle befindet sich in Bern. Sie koordiniert die operativen Arbeiten und führt sie aus. Ca. 500 Stellenprozente verteilen sich auf rund zehn ständige Mitarbeitende. Weitere Mitarbeitende werden nach Bedarf für Projekte rekrutiert. Die meisten Mitarbeitenden von AGILE leben selbst mit Behinderung oder chronischer Krankheit.
Um die Verbindung zur Basis, den behinderten Menschen, zu pflegen, nutzt der Verein verschiedene Kommunikationsformen:
- jährliche Konferenz der Präsidenten und Präsidentinnen der Mitgliedorganisationen für die Meinungsbildung
- jährliche Delegiertenversammlung mit einem zusätzlichen sozialpolitischen Teil für ein offenes, interessiertes Publikum
- Infobrief an die Mitgliedorganisationen
- vierteljährliche Herausgabe der Online-Zeitschrift„agile – Behinderung und Politik“
- (Mit-)Organisation von Tagungen und Veranstaltungen zu aktuellen politischen Themen

## Finanzierung
Der Verein finanziert sich aus Beiträgen der Mitgliedorganisationen, Spenden, Honoraren für Dienstleistungen und Projektbeiträgen. Mit der staatlichen Invalidenversicherung hat AGILE einen Leistungsvertrag abgeschlossen.